# Karl Schrage
Karl Schrage (* 24. Juli 1904 in Opladen; † 17. Februar 1972 in Wuppertal) war ein deutscher Gold- und Silberschmiedemeister, zunächst Leiter der Werkkunstschule Münster, später der Werkkunstschule Wuppertal. Sein Werk umfasst neben profanen Gegenständen insbesondere viele kirchliche Werke.

## Leben
Karl Schrage besuchte die Volksschule und später das Gymnasium bis zur Obersekundareife. Nach einem Praktikum begann er eine Handwerkslehre bei Krupp in Essen. Während der Lehrzeit besuchte er Abendkurse von Erich Friedemann Werner, die ihn in die künstlerische Richtung lenkten. Nach der Gesellenprüfung wechselte er 1924 bis 1927 an die Handwerker- und Kunstgewerbeschule Elberfeld zu Hilmar Lauterbach. Zwischen 1927 und 1928 war Schrage in Berliner Ateliers und Werkstätten tätig. Ende 1928 nahm er nach der Ersatzreifeprüfung das Gewerbelehrerstudium am Berufspädagogischen Institut der Universität zu Köln auf. Parallel war er Schüler der Kölner Werkschulen bei Hermann Schmidthuber und Jakob Erbar. 1931 legte er das Staatliche Gewerbelehrerexamen ab, 1932 bestand er die Meisterprüfung als Gold- und Silberschmied.
Ab 1932 hatte Karl Schrage eine eigene Gold- und Silberschmiedewerkstatt in Telgte und arbeitete als Berufsschullehrer in Münster. 1937 übernahm er die Gold- und Silberschmiedeklasse an der Gewerblichen Berufsschule Münster und der damit verbundenen Städtischen Schule für Handwerk und Kunstgewerbe. 1939 bis 1945 leistete er Kriegsdienst und kehrte danach in die frühere Tätigkeit zurück. 1948 wurde er zum Direktor der Werkkunstschule Münster berufen, die aus der früheren Städtischen Schule für Handwerk und Kunstgewerbe hervorging. 1956 berief man ihn zum Direktor der Werkkunstschule Wuppertal und gleichzeitig zum Leiter der Werkgruppe Metall (Gold- und Silberschmiede) an dieser Schule. 1971 trat er in den Ruhestand.
Er war mit Barbara Schrage geb. Dargel (2. März 1909 – 5. Oktober 1973) verheiratet.

## Arbeitsbereich
Karl Schrage fertigte Schmuck und Geräte in Metall, darunter viele Ehrengaben und Festgeschenke für amtliche Stellen, Organisationen und Firmen. Im kirchlichen Bereich wirkte er an der Ausstattung von neuerbauten Kirchen mit und fertigte z. B. Tabernakel, des Weiteren Monstranzen, Kelche, Ziborien, Messkännchen, Altarkreuze und Leuchter, auch Bischofsstäbe und -kreuze.

### Ausgewählte Arbeiten
- Bürgermeisterketten für die Städte Detmold[4] und Wipperfürth[5]
- Ehrenring des Deutschen Handwerks für Ministerpräsident Karl Arnold (NRW)
- Ehrenring der Deutschen Werkkunstschulen für Kultusminister Werner Schütz (NRW)
- „Preis der Länder“ Wanderpreis für das Turnier der Sieger (Pferdesport), gestiftet vom Ministerpräsidenten von NRW
- Wetterfahne für das Heimathaus in Telgte[6]
- Bischofsstab und Bischofsring für Johannes Pohlschneider, Bischof von Aachen
- Bischofsstab für Heinrich Pachowiak, Weihbischof von Hildesheim
- Bischofsstab für Julius Angerhausen, Weihbischof von Essen[7]

### Zusammenarbeit mit dem Architekten Rudolf Schwarz bei Kirchenneubauten
- Tabernakel für die Kirche Hl. Kreuz, Bottrop
- Tabernakel für die Kirche St. Christophorus, Köln-Niehl
- Tabernakel für die Kirche St. Maria Königin, Saarbrücken[8]
- Tabernakel in der Kapelle der Burg Rothenfels/Main[9]
- Tabernakel für die Kirche St. Marien, Oberhausen[10]

### Zusammenarbeit mit dem Architekten Hans Schwippert
- Tabernakel, Hängekreuz, Leuchter und Ewiglicht für die Kirche Hl. Familie, Düsseldorf-Stockum[11]
- Tabernakel für die Kirche St. Maria Rosenkranz, Düsseldorf-Wersten

### Weitere Arbeiten für Kirchen
- Tabernakel in St. Suitbertus, Wuppertal-Elberfeld
- Tabernakel und Altarkreuz in St. Michael, Wuppertal-Elberfeld
- Tabernakel in St. Elisabeth, Wuppertal-Barmen
- Tabernakel für Haus Elisabeth vom Berge, Wuppertal-Elberfeld
- Tabernakel für die Kirche St. Heinrich, Marl-Drewer
- Tabernakeltüren (Silberplatten mit emaillierten Engelsdarstellungen und Steinen, Rosenquarz und Chalzedone) für die Kirche St. Mauritz in Münster/Westf.[12]
- Tabernakel für die Kirche St. Elisabeth, Mönchengladbach
- Abendmahlskelch, Brotteller, Taufgerät und Altarleuchter für die Ev. Universitätskirche Münster/Westf.
- Altargerät für den Gottesdienst in der Paracelsus-Klinik, Marl
- Weihwasserbecken und Tabernakel für die Kirche St. Ludger, Wuppertal[13]

- Monstranz im Dom zu Münster/Westf.
- St. Konrad-Reliquiar (Silber vergoldet mit Emailplatten) für das Benediktinerinnen-Kloster Maria Hamicolt bei Dülmen[14]
- Tabernakel und Leuchter für die Kirche St. Godehard, Hannover[15]
- Tabernakelverkleidung für die Kapelle des Clemenshospitals, Münster[16]
- Monstranz (Silber vergoldet mit Chalzedonen und Bergkristallkugeln) für die Kirche

St. Konrad, Münster
- Tabernakel für die Kapelle Unserer Lieben Frau in Ahlen/Westf.[18]

### Profane Arbeiten und Schmuck
Karl Schrage fertigte u. a. Dosen, Teekessel, Mokkakännchen, Milchkannen und Zuckerdosen, Tabletts, Teller, Schalen, Löffel, Becher, Teedosen, Leuchter, Buchdeckel u.ä.m, etliches davon befindet sich in Privatbesitz. Renate Schaub erfasst in ihrer Übersicht 36 Gegenstände, zum Teil existieren Fotos.
Ferner fertigte Karl Schrage eine große Anzahl Schmuckstücke. Die Aufstellung von Renate Schaub nennt Armschmuck, Halsschmuck (Ketten und Anhänger), Ringe und Manschettenknöpfe mit Hinweisen zur verwendeten Technik, von den meisten existieren Fotos.

## Auszeichnungen
- 1960 Goldmedaille der Internationalen Handwerksmesse München (Bayerischer Staatspreis).
- 1961 Verleihung des Titels „Professor“ durch das Kultusministerium des Landes Nordrhein-Westfalen.

## Ehrenamtliche Tätigkeit
1959 bis 1967 war er Vorsitzender der Arbeitsgemeinschaft des Kunsthandwerks Nordrhein-Westfalen und als solcher Hauptinitiator des mit 40.000 DM dotierten Staatspreises für das Kunsthandwerk in NRW. Er war Mitglied im Kulturausschuss des Zentralverbands des Deutschen Handwerks.

## Teilnahme an Ausstellungen
- 1958 und 1960 Biennale christlicher Kunst, Salzburg
- 1960 Ausstellung Kirchen, Bau und Ausstattung, München
- Ähnliche Ausstellungen in Rom, Köln, Irland, Spanien, USA
- Ab 1950 Internationale Handwerksmesse, München
- 1958 deutscher Pavillon auf der Weltausstellung in Brüssel[19]
- 1960 und 1963 Ausstellungen Internationales Kunsthandwerk, Stuttgart
- Ausstellungen der Arbeitsgemeinschaft des Kunsthandwerks in Nordrhein-Westfalen
- 1964 Ars Sacra, Köln
- 1964 Qualität und Norm, München

## Vorträge
- Karl Schrage: Das gestaltende Handwerk in der modernen Gesellschaft. Fassung des Vortrags für die Tagung des Zentralverbandes für das Juwelier-, Gold- und Silberschmiedehandwerk. In: Deutsche Goldschmiedezeitung (in drei Fortsetzungen) 10/1963, S. 773–774, 11/1963, S. 899–901, 12/1963, S. 968–970.

## Trivia
Die biografischen Angaben und die Liste der Werke wurden zusammengestellt von Renate Schaub, geb. Niemer. Sie war von 1947 bis 1952 zunächst Lehrling, dann Schülerin von Karl Schrage in der Werkkunstschule Münster/Westf. als Goldschmiedin. Es bestand eine lebenslange Freundschaft mit Karl Schrage und seiner Frau Barbara. Nach Karl Schrages Tod hat Renate Schaub Fotos, Berichte und Veröffentlichungen gesammelt und in einem Ordner zusammengestellt. Sie suchte gemeinsam mit ihrem Ehemann in verschiedenen Kirchen nach dem Verbleib der sakralen Gegenstände, um sie fotografisch festzuhalten. Nicht alle waren auffindbar. Je einen Ordner ihrer Recherchen hat Renate Schaub 1991 dem Museum für Angewandte Kunst in Köln und dem Diözesanmuseum Köln übergeben.